# 庫利基夫卡 (切爾諾夫策州)
48°5′41″N 26°10′2″E / 48.09472°N 26.16722°E

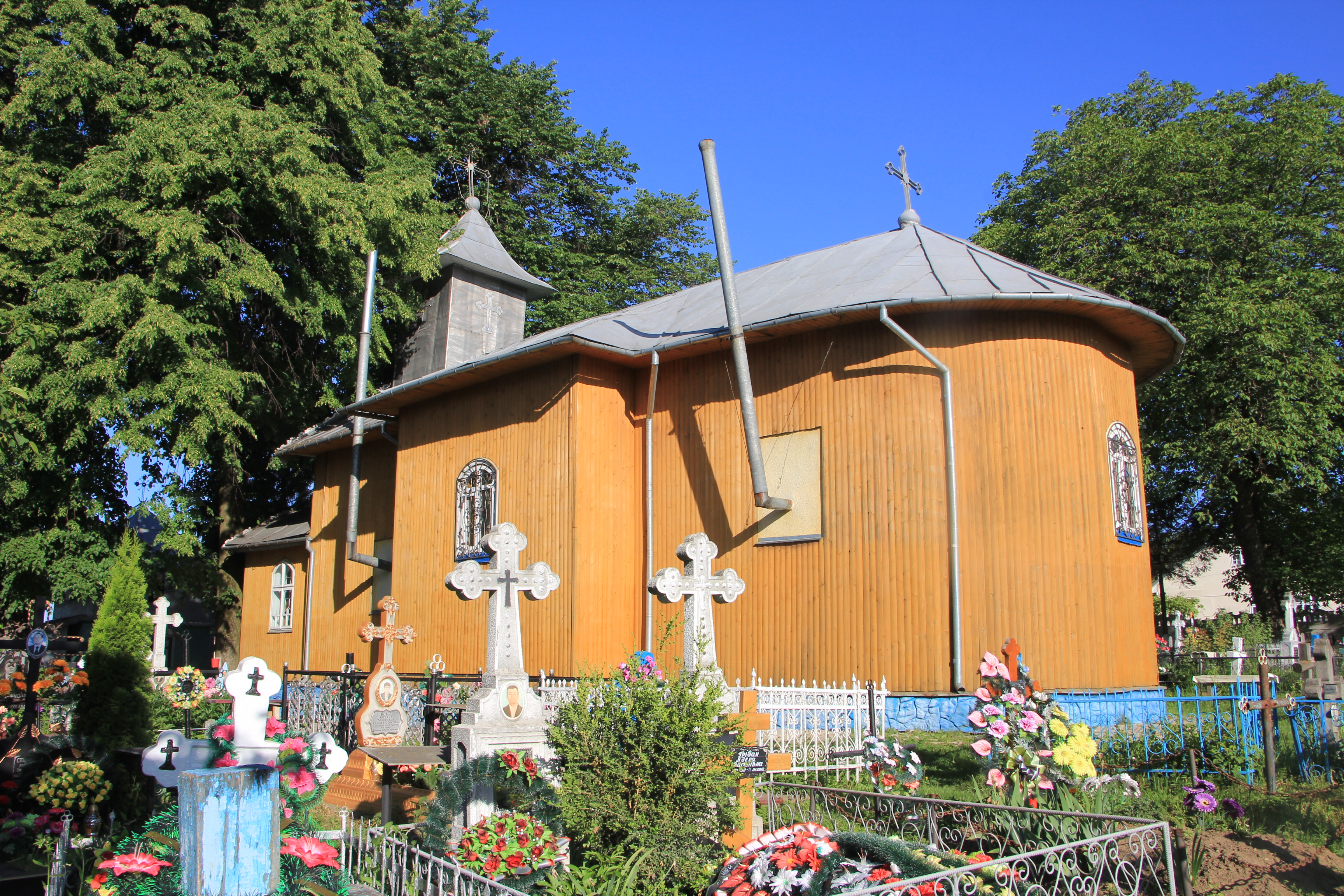
教堂

庫利基夫卡（烏克蘭語：Куликівка）是位於烏克蘭西南部的村莊，由切爾諾夫策州切爾諾夫策區的赫爾察市鎮負責管轄。該村距離格爾察12公里，海拔高度387米，2001年該村落人口731。